# Logan Grigsby
Logan Grigsby (* 11. Juli 1995 in Riverside) ist ein deutsch-amerikanischer Baseballspieler, der bei den Heidenheim Heideköpfen als Pitcher spielte. Er gehörte zum deutschen Aufgebot der Europameisterschaft 2019.

## Karriere
Seit 2018 startet er bei den Heideköpfen und errang die deutsche Meisterschaft 2020 ebenso wie 2019 den Sieg beim CEB Cup. Danach startete er für ein Jahr in Nettuno. Mit der Nationalmannschaft nahm er an der Europameisterschaft in Bonn (2019) teil.